# José Travassos Valdez

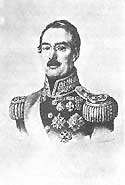
José Travassos Valdez.

José Lúcio Travassos Valdez, 1e baron en 1e graaf van Bonfim (Elvas, 23 februari 1787 – Lissabon, 10 juli 1862) was een Portugees premier en politicus voor de setembristen.

## Levensloop
In zijn jeugd studeerde de latere graaf van Bonfim rechten aan de Universiteit van Coimbra en vanaf 1808 nam hij deel aan de Portugese opstand tegen de Franse bezetting van Portugal. Als vrijwilliger nam hij deel aan verschillende veldslagen. Ook na de verdrijving van de Fransen in 1814 en de liberale revolutie van 1821 bleef hij actief in het leger. Als trouwe aanhanger van de liberalen moest hij in 1824, toen prins Michaël probeerde om tegen de wil van zijn vader Johan VI het absolutisme opnieuw in te voeren, voor korte tijd in ballingschap gaan naar Spanje. In 1827 werd hij benoemd tot gouverneur van Madeira en in deze functie werd hij in 1828 geconfronteerd met de afzetting van koningin Maria II door haar oom Michaël en de machtsovername van de absolutisten in Portugal. Bonfim erkende Michaël niet als staatshoofd van Portugal en kon verhinderen dat er in Madeira een nieuwe, absolutistische, gouverneur kwam. Toch moest Bonfim voor de overmacht van de absolutisten buigen toen ze oorlogsschepen naar Madeira stuurden om hem een lesje te leren. Op 16 augustus 1828 vertrok hij in ballingschap naar Londen.
In 1832, nadat de Miguelistenoorlog uitbrak, begaf hij zich naar het Azoreneiland Terceira om zich te voegen bij de troepen onder bevel van António José Severim de Noronha. Als dichte medewerker van Severim de Noronha en João Carlos de Saldanha Oliveira e Daun nam hij deel aan verschillende veldslagen. Op 5 september 1833 raakte hij bij de verdediging van Lissabon zwaargewond.
Wegens zijn politieke voorliefde voor de setembristen en ook wel wegens zijn verwondingen verliet hij na het einde van de Miguelistenoorlog in 1834 het Portugese leger. Portugal werd vanaf 1834 door de cartisten, tegenstanders van de setembristen, geregeerd, maar na de septemberrevolutie van 1836 namen de setembristen de macht over. Vervolgens werd hij weer actief in het leger en in 1837 werd hij verkozen tot afgevaardigde van de Grondwetgevende Cortes. Nadat hij in opdracht van premier Bernardo de Sá Nogueira de Figueiredo in 1837 cartistische opstanden versloeg, werd hij minister van Marine en Oorlog in diens regering. Nadat de regering van Sá Nogueira de Figueiredo in 1839 viel, was hij voor enkele maanden enkel afgevaardigde meer. Vervolgens werd hij eind 1839 door koningin Maria II benoemd tot premier. Hij leidde de laatste setembristische regering van Portugal, maar hij moest aanvaarden dat de belangrijke cartist António Bernardo da Costa Cabral minister van Binnenlandse Zaken werd in zijn regering. In 1841 kwam zijn regering ten val, waarna hij opgevolgd werd door Joaquim António de Aguiar.
Nadat Costa Cabral in 1842 via een staatsgreep de macht greep, de setembristische grondwet buiten werking stelde en de grondwetscharta van de cartisten opnieuw invoerde, gebruikte Bonfim zijn zetel in de Senaat (waar hij als lid van de adel recht op had) om oppositie te voeren tegen Costa Cabral en de andere cartisten. In 1844 leidde hij een opstand tegen Costa Cabral die echter mislukte, waarna hij in ballingschap moest naar Spanje. In 1846, toen Costa Cabral na de opstand van Maria da Fonte afgezet werd, keerde hij naar Portugal terug en in de burgeroorlog van 1846-1847 vocht hij voor de setembristische tegenregering in Porto. Hij werd echter al snel door de cartisten gevangengenomen en naar Angola verbannen. In 1847, na het einde van de oorlog, kreeg hij de toelating om terug naar Portugal te keren. Tot aan zijn dood bleef hij ver weg van de Portugese politiek.
Hij was gehuwd en had twee kinderen.
- Virtual International Authority File: 99399958